# Château du Bec-Crespin
Pour les articles homonymes, voir Crespin et Bec (homonymie).
Le château du Bec est une demeure du XIIe siècle, fortement remanié au XVIe siècle, qui se dresse sur le territoire de la commune française de Saint-Martin-du-Bec, dans le département de la Seine-Maritime, en région Normandie.
Le château, propriété privée non ouverte à la visite, est partiellement inscrit au titre des monuments historiques.

## Localisation
Le château est situé au milieu d'un plan d'eau alimenté par les sources de la Lézarde, sur la commune de Saint-Martin-du-Bec dans le pays de Caux, à 20 km au nord du Havre, dans le département français de la Seine-Maritime.

## Historique
La famille Crespin fait construire un château au XIIe siècle. Antoine Crespin, évêque de Laon cède en 1454 la baronnie du Bec-Crespin à son beau-frère, Pierre de Brézé, grand sénéchal de Normandie. Louis de Brézé, gouverneur de Normandie, et époux de Diane de Poitiers, le restaure à la fin du XVe siècle. Après être passé dans les mains du duc d'Aumale, Nicolas II Romé de Fresquiennes fait l'acquisition avec l'aide du roi Henri III du Bec-Crespin. Il fait ériger un nouveau château vers 1585, qui comme celui de Brécourt semble fortement inspiré par Androuet du Cerceau. Sous la Terreur, le château est utilisé comme prison pour des prêtres réfractaires, puis passe par alliance au comte de Chatenay, et ensuite au vicomte de Croixmare. De 1844 à 1848, ce dernier le fait entièrement restaurer.
En 1916, mis à la disposition du gouvernement belge réfugié à Sainte-Adresse, la demeure héberge le comte Carton de Wiart, ministre d'État belge où il reçut de nombreuses personnalités : Louis Barthou, René Bazin, Maurice Barrès.
En 1943, le château est transformé en hôpital militaire er sera restauré par la suite par M. Pierre Mignot.

## Description
Du château primitif, il subsiste la motte, avec les douves — élargies par la suite — et cinq tours.
L'entrée ainsi que les écuries sont de bons exemples du style Henri IV cauchois.

## Protection
Les façades et toitures du bâtiment d'entrée, du bâtiment des communs et de la tour sont inscrites au titre des monuments historiques par arrêté du 22 décembre 1952.

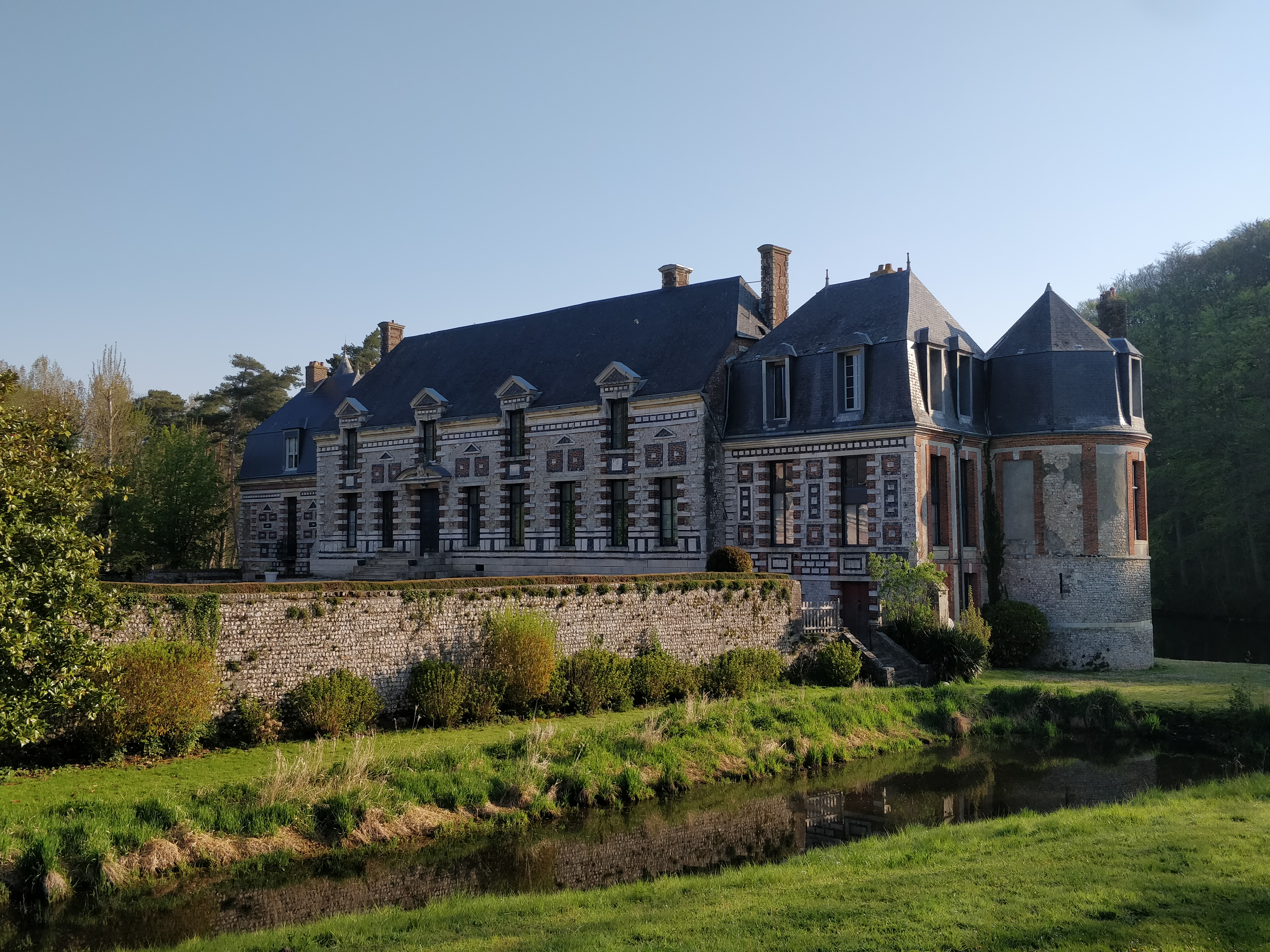
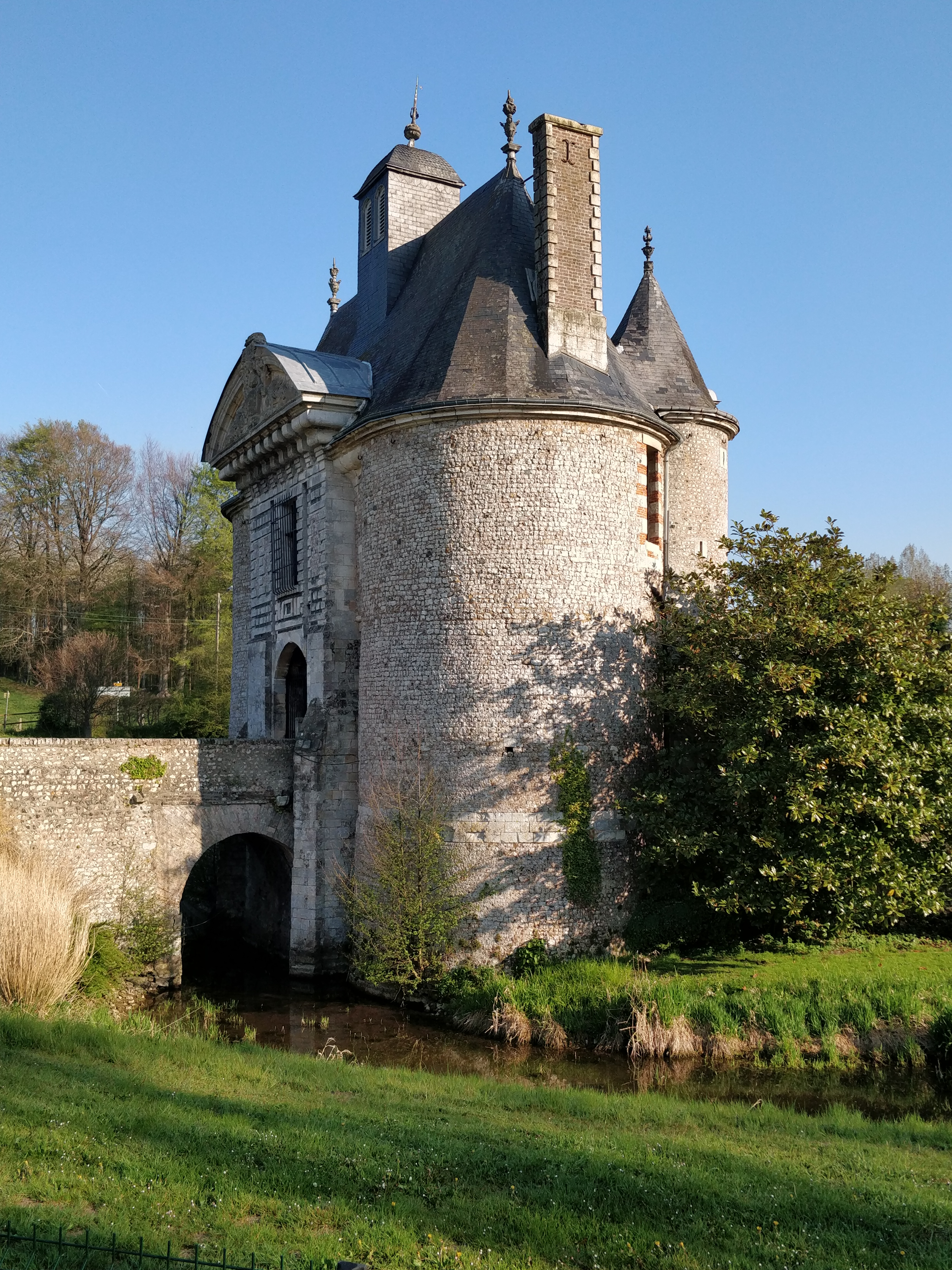
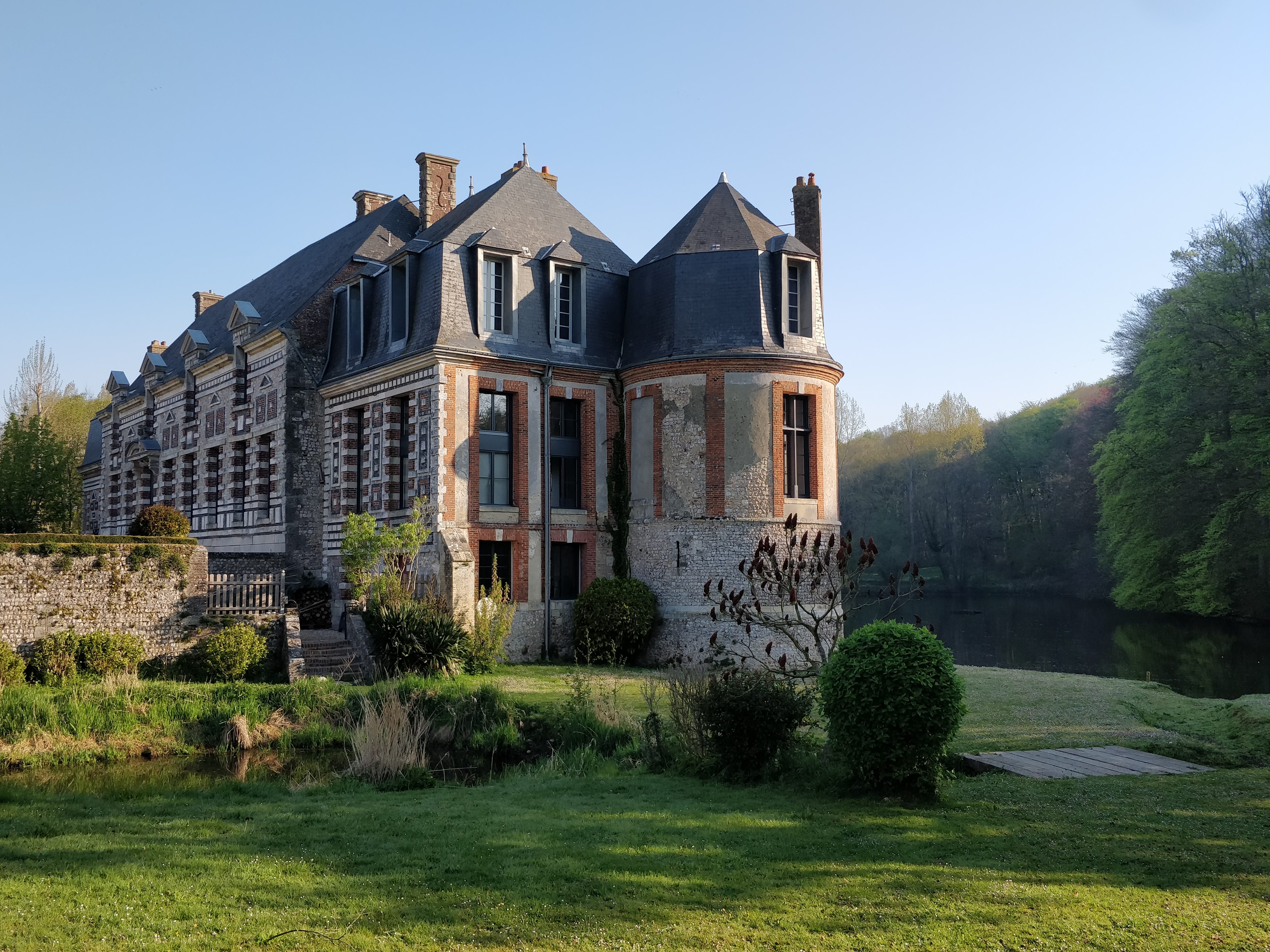